# Saturn Award
Saturn Award är ett pris som årligen delas ut av Academy of Science Fiction, Fantasy & Horror Films till de mest framstående titlarna inom genrerna science fiction, fantasy samt rysare. Priset delas ut i ett trettiotal kategorier, de äldsta sedan 1972.

## Film
- Saturn Award för bästa makeup
- Saturn Award för bästa science fiction film
- Saturn Award för bästa fantasyfilm
- Saturn Award för bästa skräckfilm
- Saturn Award för bästa action/äventyr/thriller
- Saturn Award för bästa animerade film
- Saturn Award för bästa internationella film
- Saturn Award för bästa regi
- Saturn Award för bästa skådespelare
- Saturn Award för bästa skådespelerska
- Saturn Award för bästa manliga biroll
- Saturn Award för bästa kvinnliga biroll
- Saturn Award för bästa unga skådespelare
- Saturn Award för bästa manus
- Saturn Award för bästa filmmusik
- Saturn Award för bästa kostymering
- Saturn Award för bästa specialeffekter
- Saturn Award för bästa produktionsdesign